# RobiHachi
RobiHachi (jap. ロビハチ) ist eine Anime-Fernsehserie des Studios Studio Comet aus dem Jahr 2019. Die Weltraum-Komödie entstand unter der Regie von Shinji Takamatsu nach einer Idee von Hiroko Kanasugi und wurde international per Streaming veröffentlicht.

## Handlung
In einer fernen Zukunft hat sich der Taugenichts Robi Yarge hoch verschuldet, nachdem ihn erneut eine Liebschaft mit einer verrückten Geschäftsidee übers Ohr gehauen hat. Das vom Kredithai Yang geliehene Geld soll nun Hachi Kita von ihm eintreiben. Der junge Mann ist von seinem Leben, das es ihm bisher stets leicht gemacht hat, gelangweilt. Als Robi zur Flucht vor Yang aufbricht, wird Hachi in seinem Raumschiff eingeschlossen und entschließt sich, ihn zu begleiten und endlich Abenteuer zu erleben. Robi, der auch von seinem hasenohrigen Haushaltsroboter JPS-19 begleitet wird, lehnt das zunächst ab. Als aber auch Yang und seine Gehilfen Gras und Allo verfolgen, muss er gemeinsam mit Hachi mit einem Mecha, der sich im Schiff verborgen hatte, ihre Verfolger abschütteln. So treten sie von da an gemeinsam die Reise zum überall beworbenen Planeten Iskandar an. Der soll ein Paradies sein, doch der Weg führt über viele Etappen.
Auf ihren ersten Etappen machen sie auf dem Mars und dem Pluto halt. Dort helfen sie unbeabsichtigt dem örtlichen Tourismus auf die Sprünge. Das bringt auch ihre Verfolger auf ihre Fährte. Es folgen Stopps auf weiteren Planeten der Milchstraße, auf denen exotische Wesen leben und Gefahren lauern. Schließlich erreichen die drei die Raumstation Hakone, von der eine intergalaktische Route sie direkt zu Iskandar bringt. Die Reise droht zu scheitern, denn Robi droht mit seinen Schuldnereintrag nicht durch die Grenzkontrolle gelassen zu werden. Nach heftigem Streit bezahlt Hachi heimlich Robis Schulden, sodass die Passage gelingt.
Auf Iskandar angekommen haben die beiden – im Gegensatz zu ihrem Roboter – viel Vergnügen auf dem Freizeitpark-ähnlichen Planeten und erwerben einen der glückbringenden Edelsteine. Der stellt sich jedoch als Fälschung für Touristen heraus. Die drei finden noch den wahren, sehr bescheidenen Schrein des echten Steins, ehe Yang und seine Helfer sie auch hier finden. Vor ihrem Abflug trifft auch eine Flotte ein, die sich als die des Erdmondes herausstellt. Hachi ist in Wirklichkeit deren Prinz, weswegen er reich ist und bisher ohne Probleme durchs Leben ging, und wollte mit diesem Abenteuer seinem behüteten Leben entkommen. Sie fliehen vor ihren Verfolgern, um die Reise gemeinsam zu beenden. Bei der Rückkehr zur Erde retten sie mit ihrem Mecha zufällig vor einem Angriff von Außerirdischen. Sie werden als Helden gefeiert, Robi, der unbemerkt einen echten Edelstein von Iskandar mitgenommen hat, hat endlich Glück und wird reich und Hachi kehrt zum Mond zurück. Doch nach nicht langer Zeit ist Robi wieder so abgebrannt wie früher. Hachi bietet ihm an, gemeinsam eine neue Reise zu unternehmen.

## Produktion und Veröffentlichung
Die Serie entstand beim Studio Studio Comet unter der Regie von Shinji Takamatsu. Hauptautor war Hiroko Kanasugi und das Charakterdesign entwarf Yuuko Yahiro, während Shin Misawa für das Designkonzept verantwortlich war.
Die 12 Folgen des Animes werden seit dem 8. April 2019 von den Sendern AbemaTV, AT-X, BS11, Tokyo MX und MBS in Japan gezeigt. Aniplus Asia zeigt eine englische Synchronfassung, Funimation Entertainment online. Bilibili zeigt den Anime per Streaming mit chinesischen Untertiteln und die Plattform Wakanim in weiteren Sprachen, darunter Deutsch und Französisch.

### Synchronisation
| Rolle       | japanischer Sprecher (Seiyū) |
| ----------- | ---------------------------- |
| Robi Yarge  | Kazuya Nakai                 |
| Hachi Kita  | Keisuke Kōmoto               |
| JPS-19      | Daisuke Sakaguchi            |
| Hizakuriger | Akira Kushida                |
| Yang        | Tomokazu Sugita              |
| Gras        | Shinnosuke Tokudome          |
| Allo        | Subaru Kimura                |

### Musik
Der Vorspann der Serie ist unterlegt mit dem Lied Tensai no Playlist von Keisuke Kōmoto und Kazuya Nakai und das Abspannlied ist Dancing to Night ~Kimi e no Saitan Warp Kōro~, gesungen von Subaru Kimura, Shinosuke Tokudome und Tomokazu Sugita. Innerhalb der Folgen werden die Lieder Ginga dōchū Hizakuriger! (銀河道中ヒザクリガー！) und Ginga Dōchū Hizakuriga–! (銀河道中ヒザクリガー！) verwendet, beide von Akira Kushida.